# Théâtre des Bouffes-Parisiens

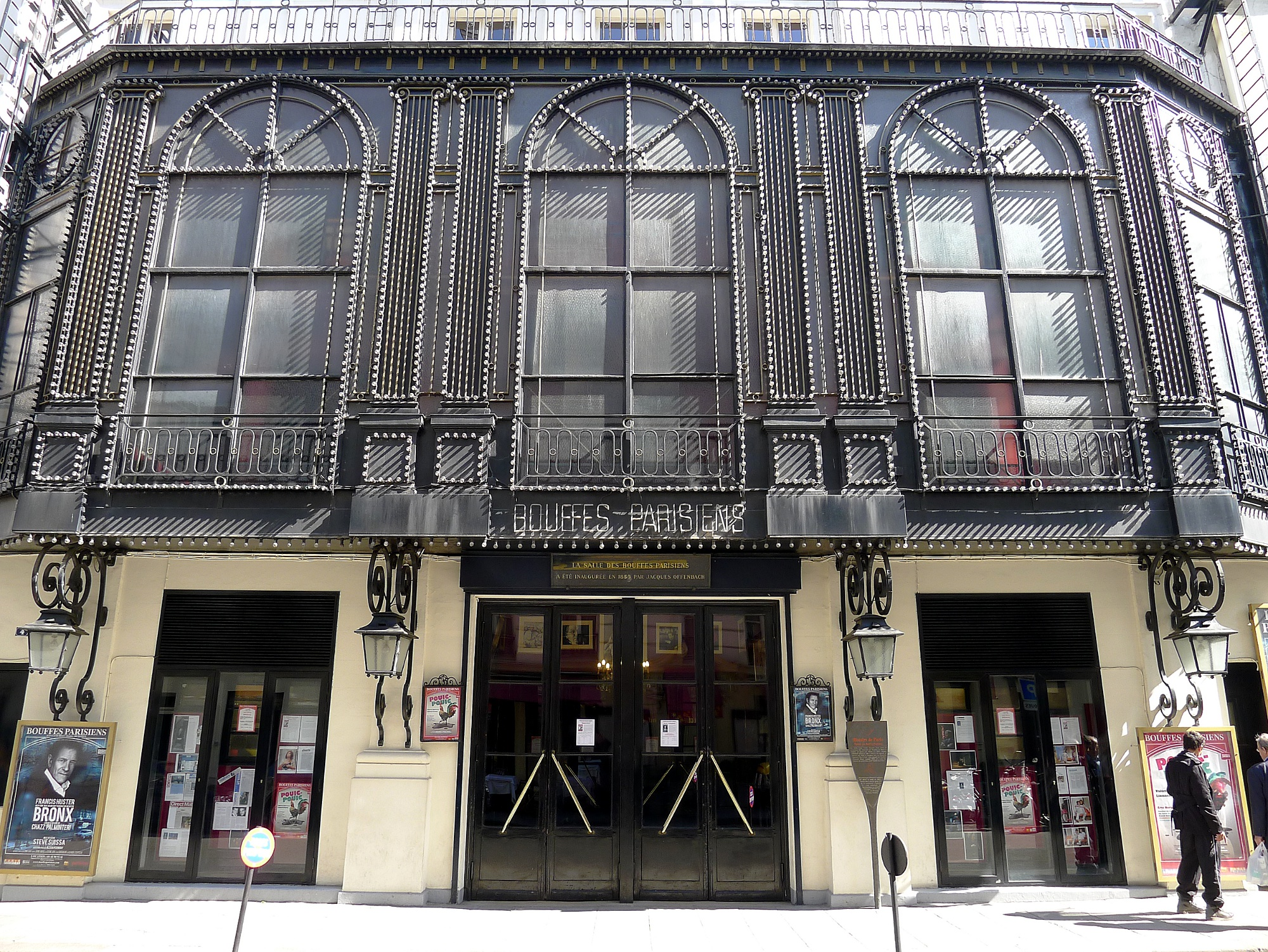
El teatre dels «Bouffes-parisiens» a l'actualitat.

El Théâtre des Bouffes-Parisiens (en català, Teatre dels Bufs Parisencs) és un edifici d'exhibició d'espectacles teatrals situat en el número 4 del carrer Monsigny de París.
El teatre, ubicat en el seu inici al Carré-Marigny, fou inaugurat el 5 de juliol de 1855 sota la direcció de Jacques Offenbach amb l'opereta Les Deux Aveugles. El 29 de desembre de 1856, una sala nova és inaugurada al passatge Choiseul.
El terme òpera bufa designa un nombre important d'obres d'Offenbach. Abans, havia estat director d'orquestra del Théâtre-Français i la seva reputació com a compositor de música d'escena no era encara en el seu apogeu; és amb l'obertura del Bouffes-Parisiens que adquireix un reconeixement internacional.
El 1862, a proposta d'Offenbach, el nou director fa enderrocar la sala per construir-ne una de més gran.
Aquest teatre ha vist la creació d'importants èxits de teatre musical. No només va estrenar-hi Offenbach, compositors com Hervé, Emmanuel Chabrier, Louis Varney, Claude Terrasse, Henri Christiné i dramaturgs com Robert de Flers, Albert Willemetz, Sacha Guitry, Henri Bernstein.
Des de 1986 a 2007, el Bouffes-Parisiens han estat dirigit per Jean-Claude Brialy.

## Estrenes
1855

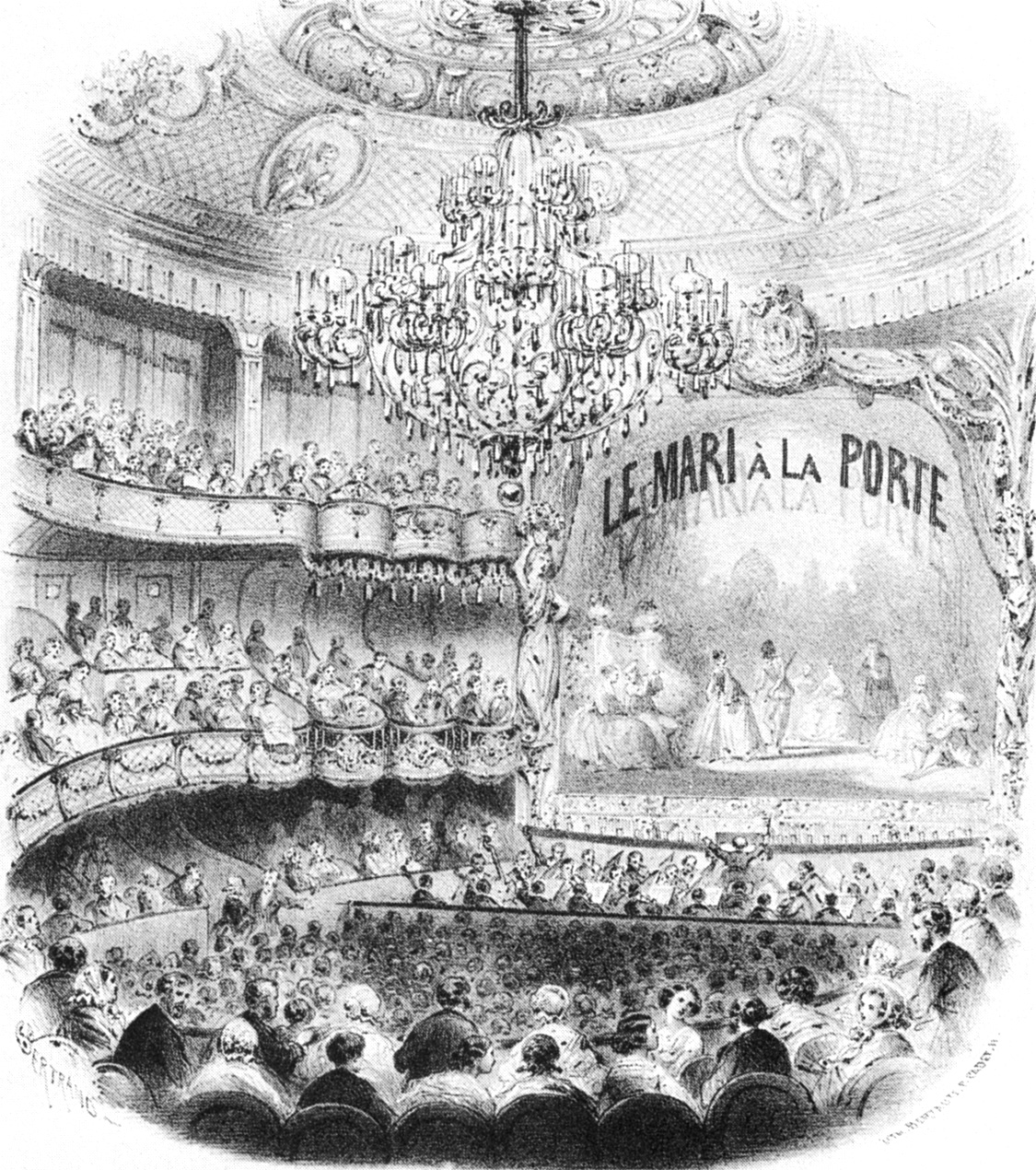
Dibuix de l'interior del teatre en el temps de l'estrena dEl mari à la porte d'Offenbach (1859).

- 1855, 26 juny. Oyayaie, ou La reine des îles. 1 acte, de Jacques Offenbach.
- 1855, 5 juliol. Entrez, Messieurs, Mesdames. Pròleg, de Jacques Offenbach.
- 1955, 5 juliol. Un nuit blanche. 1 acte, de Jacques Offenbach.
- 1855, 5 juliol. Les Deux aveugles. 1 acte, de Jacques Offenbach.
- 1855, 5 juliol. Arlequin barbier. Pantomima, de Jacques Offenbach.
- 1855, 30 juliol. Le Rêve d'une nuit d'été. 1 acte, de Jacques Offenbach.
- 1855, 30 juliol. Pierrot clown. Pantomima, de Jacques Offenbach.
- 1855, 31 agost. Le Violoneux. 1 acte, de Jacques Offenbach.
- 1855, 31 agost. Polichinelle dans le monde. Pantomima, de Jacques Offenbach.
- 1855, 31 agost. Madame Papillon. 1 acte, de Jacques Offenbach.
- 1855, 29 octubre. Paimpol et Périnette. 1 acte, de Jacques Offenbach.
- 1855, 29 desembre. Ba-ta-clan. 1 acte, de Jacques Offenbach.

1856
- 1856, 30 abril. Tromb-al-ca-zar, de Jacques Offenbach.
- 1856, 12 juny. La rose de Saint-Flour, de Jacques Offenbach.
- 1856, 31 juliol. Le 66, de Jacques Offenbach.
- 1856, 23 setembre. Le financier et le savetier, de Jacques Offenbach.
- 1856, 24 octubre. L'orgue de Barbarie, de Giulio Alary.
- 1856, 12 novembre. Six demoiselles à marier. Operette bouffe en 1 acte, de Léo Delibes
- 1856, 24 novembre. M'sieu Landry, de Jules Duprato.

1857
- 1857, 15 gener. Les trois baisers du diable, de Jacques Offenbach.
- 1857, 12 febrer. Croquefer, ou Le dernier des paladins, de Jacques Offenbach.
- 1857, 8 abril. Le docteur Miracle, de Charles Lecocq.
- 1857, 30 abril. Dragonette, de Jacques Offenbach.
- 1857, 16 maig. Vent du soir, de Jacques Offenbach.
- 1857, 27 juliol. La demoiselle en loterie, de Jacques Offenbach.
- 1857, 10 octubre. Les mariage aux lanternes, de Jacques Offenbach.
- 1857, 13 novembre. Les deux pécheurs, de Jacques Offenbach.
- 1857, 19 novembre. Les petits prodiges, de Émile Jonas.

1858
- 1858, 3 març. Mesdames de la Halle, de Jacques Offenbach.
- 1858, 19 abril. La chatte métamorphosée en femme, de Jacques Offenbach.
- 1858, 21 octubre. Orphée aux enfers, de Jacques Offenbach.

1859
- 1859, 8 juny. L'omelette à la Follembuche, de Léo Delibes.
- 1859, 22 juny. Un mari à la porte, de Jacques Offenbach.
- 1859, 6 juliol. Les Vivandières de la Grande-armée, de Jacques Offenbach.
- 1859, 21 setembre. La veuve Grapin, de Friedrich von Flotow.
- 1859, 19 novembre. Geneviève de Brabant, de Jacques Offenbach.

1860
- 1860, 4 febrer. Le Carnaval des revues, de Jacques Offenbach.
- 1860, 27 març. Daphnis et Chloé, de Jacques Offenbach.
- 1860, 7 abril. La Symphonie, de Jacques Offenbach.

1861
- 1861, 5 gener. La chanson de Fortunio, de Jacques Offenbach.
- 1861, 23 març. Le pont des soupirs, de Jacques Offenbach.
- 1861, 14 setembre. Monsieur Choufleuri restera chez lui le..., de Jacques Offenbach.
- 1861, 17 octubre. Apothicaire et Perruquier, de Jacques Offenbach.

1862
- 1862, 11 gener. Monsieur et Madame Denis, de Jacques Offenbach.
- 1862, 23 març. Le voyage de MM. Dunanan père et fils, de Jacques Offenbach.

1864
- 1864, 5 gener. Lischen et Fritzchen, de Jacques Offenbach. Anteriorment, s'havia estrenat a Ems.
- 1864, 5 gener. L'Amour chanteur, de Jacques Offenbach.
- 1864, 13 gener. Il Signor Fagotto, de Jacques Offenbach.
- 1864, 16 març. Les Géorgiennes, de Jacques Offenbach.

1866
- 1866, 31 octubre. La vie parisienne, de Jacques Offenbach.
- 1866, 21 octubre. Une Femme qui a perdu sa clef. Opereta en un acte de Frédéric Barbier.

1867
- 1867, 29 gener. Les Légendes de Gavarni. Òpera còmica en 3 actes de Frédéric Barbier.

1868
- 1868, 30 setembre. L'île de Tulipatan, de Jacques Offenbach.

1869
- 1869, 16 gener. Gandolfo, de Charles Lecocq.
- 1869, 22 març. La diva, de Jacques Offenbach.
- 1869, 21 setembre. Le rajah de Mysore, de Charles Lecocq.
- 1869, 7 desembre. La princesse de Trébizonde, de Jacques Offenbach. Estrenada el mes de juliol anterior a Baden-Baden.
- 1869, 11 desembre. La romance de la rose, de Jacques Offenbach.

1871
- 1871, 23 octubre. Le testament de M. de Crac, de Charles Lecocq.
- 1871, 19 novembre. Le barbier de Trouville, de Charles Lecocq.
- 1871, 14 desembre. Boule de neige, de Jacques Offenbach.

1872
- 1872, 10 febrer. Le docteur Rose, de Federico Ricci.
- 1872, 16 març. Les cent vierges, de Charles Lecocq.
- 1872, 9 abril. La timbale d'argent, de Léon Vasseur.

1873
- 1873, 20 maig. Le grelot, de Léon Vasseur.
- 1873, 7 novembre. La quenouille de verre, de Charles Grisart.
- 1873. Monsieur Polichinelle, d'Alfred Delehelle.

1874
- 1874, 23 gener. La branche cassée, de Gaston Serpette.
- 1874, 7 març. Le bouton perdu, d'Adrien Talexy.
- 1874, 21 març. Giroflé-Girofla, de Charles Lecocq.
- 1874, 21 maig. Bagatelle, de Jacques Offenbach.
- 1874, 31 octubre. Madame l'archiduc, de Jacques Offenbach.

1875
- 1875, 3 novembre. La créole, de Jacques Offenbach.
- 1875, 10 desembre. Cabinet numéro six, de Firmin Bernicat.

1876
- 1876, 1 abril. Le mariage d'une étoile, d'Isidore-Édouard Légouix.
- 1876, 10 abril. Le moulin du vert-galant, Gaston Serpette.
- 1876, 13 octubre. Pierrette et Jacquot, de Jacques Offenbach.
- 1876, 3 novembre. La boîte au lait, de Jacques Offenbach.
- 1876. Il pleuvait!, de Robert Planquette.
- 1876. Lettre à mon mari, réserviste, Robert Planquette.

1877
- 1877, 6 gener. Les trois Margot, de Charles Grisart.
- 1877, 24 març. La Sorrentine, de Léon Vasseur.
- 1877. L'étoile d'Emmanuel Chabrier.

1878
- 1878, 16 gener. Babiole, de Laurent de Rillé.
- 1878, 13 març. Maître Péronilla, de Jacques Offenbach.
- 1878, 3 setembre. Le pont d'Avignon, de Charles Grisart.
- 1878. La marchande d'amours, de Georges Douay.

1879
- 1879, 10 setembre. Panurge, d'Hervé.

1880
- 1880, 16 març. Les mousquetaires au couvent, de Louis Varney.
- 1880, 20 desembre. La mascotte, d'Edmond Audran.

1882
- 1882. Coquelicot de Louis Varney.

1883
- 1883, 20 octubre. Madame Boniface, de Paul Lacôme d'Estalenx.

1884
- 1884, 23 octubre. Le chevalier Mignon, de Leopold de Wenzel.

1885
- 1885, 12 desembre. La béarnaise, d'André Messager.

1886
- 1886, 20 març. Joséphine vendue par ses soeurs de Victor Roger.
- 1886, 1 setembre. Le signe d'une nuit d'été, de Gaston Serpette.

1887
- 1887, 4 gener. Les grenadiers de Mont-Cornette, de Charles Lecocq.
- 1887, 30 març. La gamine de Paris, de Gaston Serpette.
- 1887, 8 octubre. Le sosie, de Raoul Pugno.

1888
- 1880, 19 abril. Le valet de coeur, de Raoul Pugno.

1889
- 1889, 18 desembre. Le mari de la reine, d'André Messager.

1890
- 1890, 12 novembre. Miss Helyett, d'Edmond Audran.

1892
- 1892, 22 abril. Eros, de Paul Vidal.
- 1892, 4 novembre. Sainte Freya, d'Edmond Audran.

1893
- 1893, 7 març. Le petit bois, de Charles Grisart.
- 1893, 29 març. Madame Suzette, d'Edmond Audran.

1894
- 1894, 9 febrer. Les forains, de Louis Varney.
- 1894, 19 abril. Le bonhomme de neige d'Antoine Banès.
- 1894, 17 octubre. L'enlèvement de la Toledad, d'Edmond Audran.

1895
- 1895, 25 gener. La duchesse de Ferrare, d'Edmond Audran.
- 1895, 28 març. La Saint-Valentin, de Frédéric Toulmouche.
- 1895, 6 maig. La dot de Brigitte, de Gaston Serpette.
- 1895. La Belle épicière de Louis Varney.

1896
- 1896, 28 febrer. Ninette de Charles Lecocq.
- 1896, 30 novembre. Monsieur Lohengrin, d'Edmond Audran.

1897
- 1897. Pour sa couronne de Louis Varney.
- 1897, 11 octubre. Les petites femmes, d'Edmond Audran.

1898
- 1898, 13 maig. La dame de trèfle, d'Émile Pessard.

1900
- 1900, 19 febrer. La belle au bois dorment, de Charles Lecocq.

1901
- 1901, 7 març. Les travaux d'Hercule, de Claude Terrasse.

1902
- 1902, 4 desembre. Le jockey malgré lui, de Victor Roger.

1908
- 1908, 11 novembre. S.A.R., d'Ivan Caryll.

1918
- 1918, 12 novembre. Phi-Phi, d'Henri Christiné.

1933
- 1933, 5 octubre. O mon bel inconnu, de Reynaldo Hahn